# ジャナス・ヘンダーソン
ジャナス・ヘンダーソン（Janus Henderson Group）は、 資産運用 グループで、 英国 に本社を置く。
ジャナス・ヘンダーソン・インベスターズ（Janus Henderson Investors）の商号の下、個人、仲介アドバイザー、機関投資家向けに様々な金融商品をグローバルに提供している。グループの持株会社であるジャナス・ヘンダーソン・グループは、 ジャージー で設立され、 ニューヨーク証券取引所 と、以前は オーストラリア証券取引所 （ S&P /ASX 100指数の構成銘柄であった）に二重上場していた。

## 歴史
2017年5月にジャナス・キャピタル・グループ と ヘンダーソン・グループ の全株式合併により設立された。 合併時、統合されたグループの運用資産は3,310億米ドルであった。
2019年11月、同社は 金融行動監視機構 から、アクティブ運用が実際には中止されていたにもかかわらず、顧客にアクティブ運用サービスを請求したとして190万ポンドの罰金を科された。
2021年2月、第一生命ホールディングスは、ジャナス・ヘンダーソン社との資本関係を解消し、全株式を売却。新たな業務提携契約は締結し、今後も協業を継続する。
2022年春、クオンツ株を扱う苦戦中の子会社インテックを売却した。
2023年1月、金融行動監視機構は同社の元アナリストを含む5人に対し、インサイダー取引とマネーロンダリングの共謀容疑で刑事手続きを開始した。
2023年3月、Netherlands Authority for the Financial Markets から、 Renewi の3.02％の株式保有に関する通知を適時に行わなかったとして、170万ユーロの罰金を科された。
2023年6月、プライベート・ウェルス・クライアント向けにオルタナティブ資産を提供するため、プリバコア・キャピタルとジョイント・ベンチャーを設立した。
2024年5月、同社は欧州の 上場投資信託を専門に扱うタブラ・インベストメント・マネジメント を買収し、2024年8月にはビクトリー・パーク・キャピタル・アドバイザーズの株式の過半数を取得した。